# Hana Ševčíková
Hana Igonda Ševčíková (* 20. únor 1970 Praha) je česká filmová a divadelní herečka a dabérka.

## Počátky
Narodila se v Praze a k filmu a divadlu se dostala již v útlém mládí.

## Televizní a filmová kariéra
Poprvé se objevila před kamerou v roce 1988 ve filmu Uf – oni jsou tady. Následně byla obsazována především do televizních filmů a seriálů. K těm nejznámějším patří Arabela se vrací aneb Rumburak králem Říše pohádek, Konec básníků v Čechách nebo Kriminálka Anděl.
Věnuje se také dabingu a českému divákovi může být její hlas znám ze seriálů jako Jmenuju se Earl.

## Divadelní kariéra
V letech 1992–2016 byla členkou Činohry Národního divadla. Vidět jsme jí mohli např. ve hrách Naši furianti, Sluha dvou pánů nebo Komedie omylů.

## Filmografie

### Filmy
- 1988 – Uf – oni jsou tady
- 1993 – Konec básníků v Čechách
- 1998 – Noční allegro
- 2007 – Crash Road

### Televizní filmy
- 1991 – Tedaldo a Elisa, Talisman, Láska zlatnice Leonetty
- 1992 – Růžový květ, Pohádka o prolhaném království
- 1993 – O zázračné mouše, Dick Whittington
- 1994 – Třetí noc pro čaroděje
- 1995 – Z hříček o královnách: Dva pokoje ve Versailles (útržek francouzský), Vápenička, Ty, ty, ty, Moneti!, Rabín a jeho Golem, O zasněné Žofince, Netrpělivost srdce, Hrad stínů
- 1998 – Smůla
- 1999 – Zimní víla, Tom v kozí kůži
- 2002 – Místo činu: Vzpomínka na Prahu
- 2004 – Nadměrné maličkosti: Nehoda
- 2006 – Nadměrné maličkosti: Jubileum
- 2010 – Sama v čase normálnosti

### Seriály
- 1992 – Uctivá poklona, pane Kohn
- 1993 – Arabela se vrací aneb Rumburak králem Říše pohádek
- 1998 – Na lavici obžalovaných justice
- 2004 – Pojišťovna štěstí
- 2005 – 3 plus 1 s Miroslavem Donutilem
- 2008 – Kriminálka Anděl
- 2010 – Ach, ty vraždy!
- 2012 – Ulice, Klára Pešková[3]
- 2016 – Drazí sousedé, Barbora[4]
- 2018 – Vzteklina